# 毛穗香薷
毛穗香薷（学名：Elsholtzia eriostachya）为唇形科香薷属下的一个种。

## 扩展阅读
- 維基物種上的相關：毛穗香薷